# 15399 Hudec
15399 Hudec este un asteroid din centura principală de asteroizi.

## Descriere
15399 Hudec este un asteroid din centura principală de asteroizi. A fost descoperit pe 2 noiembrie 1997 la Observatorul Kleť de Jana Tichá și Miloš Tichý. Asteroidul prezintă o orbită caracterizată de o semiaxă mare de 2,62 ua, o excentricitate de 0,15 și o înclinație de 1,7° în raport cu ecliptica.